# Николь, Джон
Джон Николь (англ. John Nichol; 8 сентября 1833 — 11 октября 1894) — британский шотландский филолог, литературовед, преподаватель и научный писатель, первый королевский профессор английского языка и литературы в университете Глазго.

## Биография
Родился в Монтрозе, Шотландия, был сыном Джона Прингла Николя, королевского профессора астрономии в университете Глазго. Учился сначала в Глазго (1848—1855 годы), а затем в Баллиол-колледже в Оксфорде (1855—1859 годы), будучи Снелловским стипендиатом; окончил это учебное заведение со степенью первого класса в области классической филологии, философии и математики. После завершения обучения остался в Оксфорде в качестве преподавателя. Входил в состав Пуританского литературного общества. Согласно ЭСБЕ, участвовал в Итальянской освободительной (объединение Италии) войне и Гражданской войне в США.
В 1862 году был назначен королевским профессором английской литературы в Глазго. К тому времени уже имел репутацию серьёзного критика и успешного преподавателя, пользуясь в городе большим авторитетом. Во время своего пребывания на посту королевского профессора также читал лекции в Оксфордском университете и давал частные уроки по Великобритании, упрочив свою репутацию, а затем вступив в Диалектическое общество Глазго.
В 1889 году переехал из Глазго в Лондон, где прожил до конца жизни. Его мемуары были опубликованы в 1896 году. Написал ряд статей для «Британники», сотрудничал с рядом периодических изданий, в том числе с «Westminster Review» и «North British Review». Главные работы: «Fragments of criticism» (1860), «Hannibal» (драма, 1872), «Tables of European literature and history» (1877), «English composition» (1879), «Byron» (1880), «The death of Themistocles and other poems», «Robert Burns» (1882), «American literature» (1882) и другие.

## Источник
Николь, Джон // Энциклопедический словарь Брокгауза и Ефрона : в 86 т. (82 т. и 4 доп.). — СПб., 1890—1907.